# Nachal Tekoa
Nachal Tekoa (hebrejsky נחל תקוע) je vádí na Západním břehu Jordánu, v Judských horách a v Judské poušti.
Začíná v nadmořské výšce ncelých 900 metrů na hřebenu Judských hor východně od izraelské osady Efrat. Rychle se zařezává do okolního terénu a vede k východu převážně odlesněným údolím, které lemují četné palestinské vesnice na okolních návrších. U izraelské osady Tekoa se tok vádí stáčí k jihu a jihovýcohdu a vytváří zde několik kilometrů dlouhý kaňon, na jehož západní straně leží osada Tekoa, na protější straně osada Nokdim. Nachází se tu několik rozsáhlých krasových jeskyň jako Ma'arat Charitun (מערת חריטון), která je největší jeskyní v zemi, nebo Ma'arat Mišmaš (מערת משמש). Dál již vádí přechází do jen sporadicky osídlené Judské pouště s občasnými beduínskými tábory. Prochází potom napříč touto pouští, přičemž od západu sem zprava ústí vádí Nachal Amos. Krátce poté, co vádí začíná strmě klesat do příkopové propadliny Mrtvého moře, ústí zprava do vádí Nachal Darga, které jeho vody odvádí do Mrtvého moře.